# Portorická mužská basketbalová reprezentace
Portorická mužská basketbalová reprezentace reprezentuje Portoriko v mezinárodních soutěžích v basketbalu.

## Mistrovství světa
| Rok/pořádající země                   | Účast              |
| ------------------------------------- | ------------------ |
| MS 1950 Argentina                     | Ne                 |
| MS 1954 Brazílie                      | Ne                 |
| MS 1959 Chile                         | 5. místo           |
| MS 1963 Brazílie                      | 6. místo           |
| MS 1967 Uruguay                       | 12. místo          |
| MS 1970 Jugoslávie                    | Ne                 |
| MS 1974 Portoriko                     | 7. místo           |
| MS 1978 Filipíny                      | 10. místo          |
| MS 1982 Kolumbie                      | Ne                 |
| MS 1986 Španělsko                     | 15. místo          |
| MS 1990 Argentina                     | 4. místo           |
| MS 1994 Kanada                        | 6. místo           |
| MS 1998 Řecko                         | 11. místo          |
| MS 2002 USA                           | 7. místo           |
| MS 2006 Japonsko                      | 17. místo          |
| MS 2010 Turecko                       | 18. místo          |
| MS 2014 Španělsko                     | 19. místo          |
| MS 2019 Čína                          | 15. místo          |
| MS 2023 Filipíny, Japonsko, Indonésie | 12. místo          |
| Celkem                                | – 0× · – 0× · – 0× |

## Olympijské hry
| Rok/pořádající země | Účast                           |
| ------------------- | ------------------------------- |
| Berlín 1936         | Ne                              |
| Londýn 1948         | Ne                              |
| Helsinky 1952       | Ne                              |
| Melbourne 1956      | Ne                              |
| Řím 1960            | 13. místo                       |
| Tokio 1964          | 4. místo                        |
| Mexiko 1968         | 9. místo                        |
| Mnichov 1972        | 6. místo                        |
| Montreal 1976       | 9. místo                        |
| Moskva 1980         | Ne                              |
| Los Angeles 1984    | Ne                              |
| Soul 1988           | 7. místo                        |
| Barcelona 1992      | 8. místo                        |
| Atlanta 1996        | 10. místo                       |
| Sydney 2000         | Ne                              |
| Atény 2004          | 6. místo                        |
| Peking 2008         | Ne                              |
| Londýn 2012         | Ne                              |
| Rio de Janeiro 2016 | Ne                              |
| Tokio 2020          |                                 |
| Celkem              | Účast – 9× · – 0× · – 0× · – 0× |